# Maarten van der Goes van Dirxland

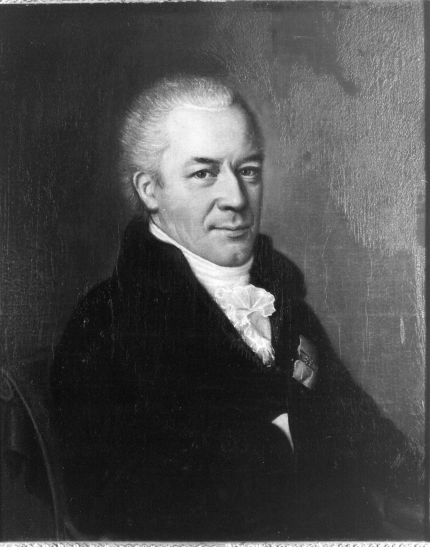
Maarten van der Goes van Dirxland

Maarten baron van der Goes van Dirxland ('s-Gravenhage, 3 januari 1751 – aldaar, 10 juli 1826) was een Nederlands staatsman tijdens de Franse tijd. Hij behoorde tot de partij der patriotten.
Hij was achtereenvolgens agent van Buitenlandse Zaken tijdens de Bataafse Republiek (1798-1801), secretaris van Staat van Buitenlandse Zaken ten tijde van het Bataafs Gemenebest (1801-1806) en minister van Buitenlandse Zaken ten tijde van het Koninkrijk Holland (1806-1808). In 1807 nam hij het ministerschap van Justitie en Politie tijdelijk waar.
Ook zijn zoon Louis Napoleon van der Goes van Dirxland was politicus en minister.